# Sergej Alexandrovitj av Ryssland

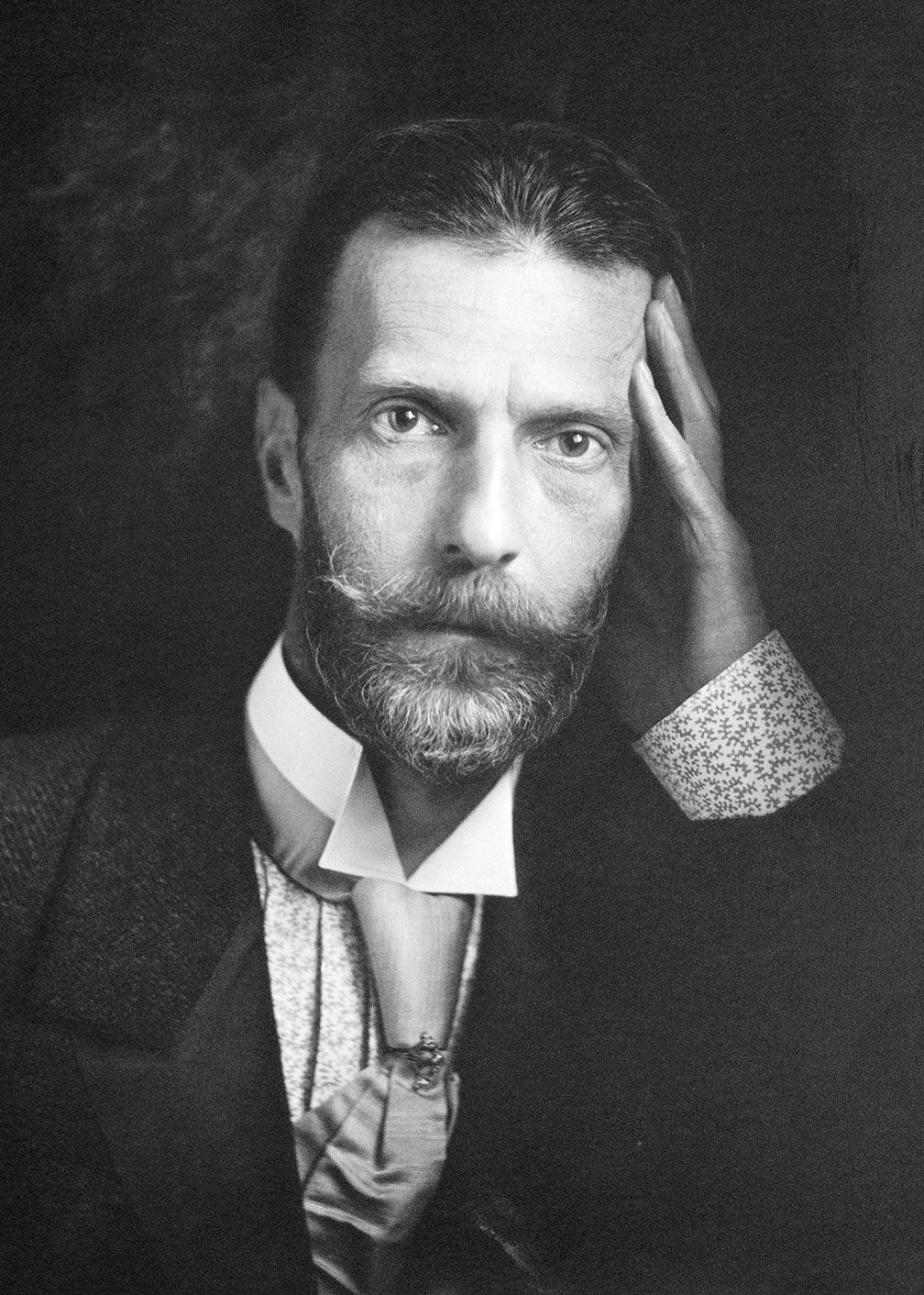
Sergej Alexandrovitj av Ryssland

Sergej Alexandrovitj av Ryssland, född 10 maj 1857, mördad 17 februari 1905 i Moskva, var storfurste av Ryssland och son till Alexander II av Ryssland.
Han gifte sig i Sankt Petersburg 15 juni 1884 med Elisabeth ("Ella") av Hessen (1864–1918), syster till senare kejsarinnan Alexandra av Hessen. De hade inga barn.
Under åren 1891–1905 var Sergej Alexandrovitj generalguvernör i Moskva. Från år 1896 förde han också befäl över Moskvas militära trupper. Han var mycket avskydd för sitt brutala sätt. Som Moskvas generalguvernör bar han ansvaret för tragedin på Chodynkafältet 1896, där över 1500 människor dog och flera tusen skadades.
I februari 1905 dödades han av anarkisten Ivan Kaljajevs bomb på Röda torget i Moskva. Han skulle dödas ett par veckor tidigare, men då fanns Sergejs syskonbarn Maria Pavlovna och Dimitrij Pavlovitj i samma vagn och attentatsmannen vågade inte ta risken att skada oskyldiga.
Det sägs att Sergejs änka besökte Kaljajev i fängelset och lovade ta hand om hans familj.